# Palkó Dárdai
Pál Dárdai (Berlín, 24 de abril de 1999), conocido como Palkó Dárdai, es un futbolista alemán de origen húngaro. Juega de centrocampista y su equipo es el Puskás Akadémia F. C. de la Nemzeti Bajnokság I.

## Biografía
Tras formarse como futbolista en el 1. FC Wilmersdorf, en 2011 pasó a la disciplina del Hertha Berlín. Allí empezó a subir de categoría hasta que en 2017 debutó con el segundo equipo. En esa misma temporada, el 2 de noviembre de 2017 debutó con el primer equipo, haciendo su debut como profesional en un encuentro de la Liga Europa de la UEFA contra el FC Zorya Luhansk. Tras ir alternando la participación con el filial, en enero de 2021 se marchó a su país de origen tras fichar por el MOL Fehérvár F. C. Allí estuvo hasta julio de 2023, momento en el que regresó al Hertha Berlín.

## Selección nacional
El 20 de noviembre de 2022 hizo su debut con la selección de Hungría en un amistoso contra Grecia que ganaron por dos a uno.

## Clubes
| Club                  | País     | Año       | Partidos | Goles |
| --------------------- | -------- | --------- | -------- | ----- |
| Hertha Berlín II      | Alemania | 2017-2020 | 50       | 14    |
| Hertha Berlín         | Alemania | 2017-2021 | 12       | 0     |
| MOL Fehérvár F. C.    | Hungría  | 2021-2023 | 89       | 16    |
| Hertha Berlín         | Alemania | 2023-2025 | 41       | 8     |
| Puskás Akadémia F. C. | Hungría  | 2025-     |          |       |